# Forti FG03
Forti FG03 je Fortijev dirkalnik Formule 1, ki je bil v uporabi v sezoni 1996, ko sta z njim dirkala Luca Badoer in Andrea Montermini. Dirkalnik je sodeloval le na šestih dirkah, saj je moštvo prvo tretjino sezone uporabljalo še star dirkalnik Forti FG01B, pred zadnjo tretjino sezone pa se je moštvo umaknilo iz Formule 1. FG03 je dosegel le eno uvrstitev, ki jo je dosegel Luca Badoer z desetim mestom na prvi dirki dirkalnika za Veliko nagrado San Marina. Na preostalih petih dirkah sta trikrat oba dirkača odstopila, dvakrat se pa nista uspela kvalificirati na dirko.

## Popolni rezultati Formule 1
(legenda)
| Leto | Moštvo | Motor   | Gume | Dirkača           | 1   | 2   | 3   | 4  | 5   | 6   | 7   | 8   | 9   | 10  | 11  | 12  | 13  | 14  | 15  | 16  | Toč | Prv |
| ---- | ------ | ------- | ---- | ----------------- | --- | --- | --- | -- | --- | --- | --- | --- | --- | --- | --- | --- | --- | --- | --- | --- | --- | --- |
| 1996 | Forti  | Ford V8 | G    |                   | AVS | BRA | ARG | EU | SMR | MON | ŠPA | KAN | FRA | VB  | NEM | MAD | BEL | ITA | POR | JAP | 0   | 11. |
| 1996 | Forti  | Ford V8 | G    | Luca Badoer       |     |     |     |    | 10  | Ret | DNQ | Ret | Ret | DNQ | DNP |     |     |     |     |     | 0   | 11. |
| 1996 | Forti  | Ford V8 | G    | Andrea Montermini |     |     |     |    |     | DNS | DNQ | Ret | Ret | DNQ | DNP |     |     |     |     |     | 0   | 11. |